# 1010 Марлен
1010 Марлен (енгл. 1010 Marlene) је астероид главног астероидног појаса са пречником од приближно 43,47 km.
Афел астероида је на удаљености од 3,227 астрономских јединица (АЈ) од Сунца, а перихел на 2,636 АЈ.
Ексцентрицитет орбите износи 0,100, инклинација (нагиб) орбите у односу на раван еклиптике 3,910 степени, а орбитални период износи 1833,647 дана (5,020 година).
Апсолутна магнитуда астероида је 10,40 а геометријски албедо 0,064.
Астероид је откривен 12. новембра 1923. године.